# Chiesa di San Martino (Scarlino)
La chiesa di San Martino è un edificio sacro situato a Scarlino, nella provincia di Grosseto.

## Storia
La chiesa fu ricostruita a partire dal 1759 su una preesistente struttura trecentesca. Ulteriori interventi di consolidamento si sono poi resi necessari nell'XIX e nel XX secolo.

## Descrizione
L'edificio presenta una facciata a capanna. L'interno è a navata unica con due altari laterali in gesso e stucco. Sull'altare di sinistra entro una macchina lignea ottocentesca è esposta una coeva immagine con la Madonna col Bambino e angeli. Da notare anche l'affresco staccato cinquecentesco rappresentante la Madonna col Bambino in gloria con san Michele arcangelo e sant'Andrea apostolo. Un'importante sopravvivenza dell'edificio trecentesco è la campana con la data 1340.